# Qeqqata Kommune
Qeqqata Kommune er en grønlandsk kommune, som blev oprettet den 1. januar 2009 ved en sammenlægning af af de to tidligere kommuner Sisimiut og Maniitsoq Kommune. Ved reformen kom også den tidligere amerikanske flyvestation Kangerlussuaq (Søndre Strømfjord) under kommunen. Flyvestationen var tidligere uden for almindelig kommunal inddeling.
Kommunens areal er på 115.500 km2, og kommunen er dermed den andenmindste kommune i Grønland efter Kujalleq Kommune. Indbyggertallet var den 1. januar 2010 9.677 personer, der hovedsageligt er bosiddende i de to største byer Maniitsoq og Sisimiut.
Den grænser i nord til Qeqertalik og i syd til Kommuneqarfik Sermersooq med Grønlands hovedstad Nuuk.

## Fodnoter
1. 1 2  Statistics Greenland, Greenland in Figures, 2010

66°30′N 48°00′V / 66.5°N 48°V